# Bart Van den Eede
Bart Van den Eede (né le 3 novembre 1977 à Hamme) est un joueur de football belge qui évolue au poste d'attaquant de pointe. Il a mis un terme à sa carrière en juin 2011.

## Carrière
Après avoir joué plusieurs saisons à Beveren, Bart Van den Eede tente sa chance à l'étranger, au FC Den Bosch. Ses bonnes performances lui offrent un transfert au NAC Breda, mais il n'arrive pas à reproduire ses performances dans son nouveau club. Après d'autres échecs à Willem II et au NEC Nimègue, il revient en Belgique, plus précisément à Westerlo. Il y passe deux saisons, avant de rejoindre les néo-promus de Dender en 2008. Il est prêté au FC Eindhoven le 13 janvier 2010, mais il n'y passe que six mois, les dirigeants du club néerlandais n'étant pas satisfait de ses performances. Sans contrat professionnel, il décide de finir sa carrière en provinciales, au FC Mariekerke. Il joue un an pour le club anversois, participant à la première montée du club en Promotion. Il met un terme définitif à sa carrière en juin 2011.